# Karatjev

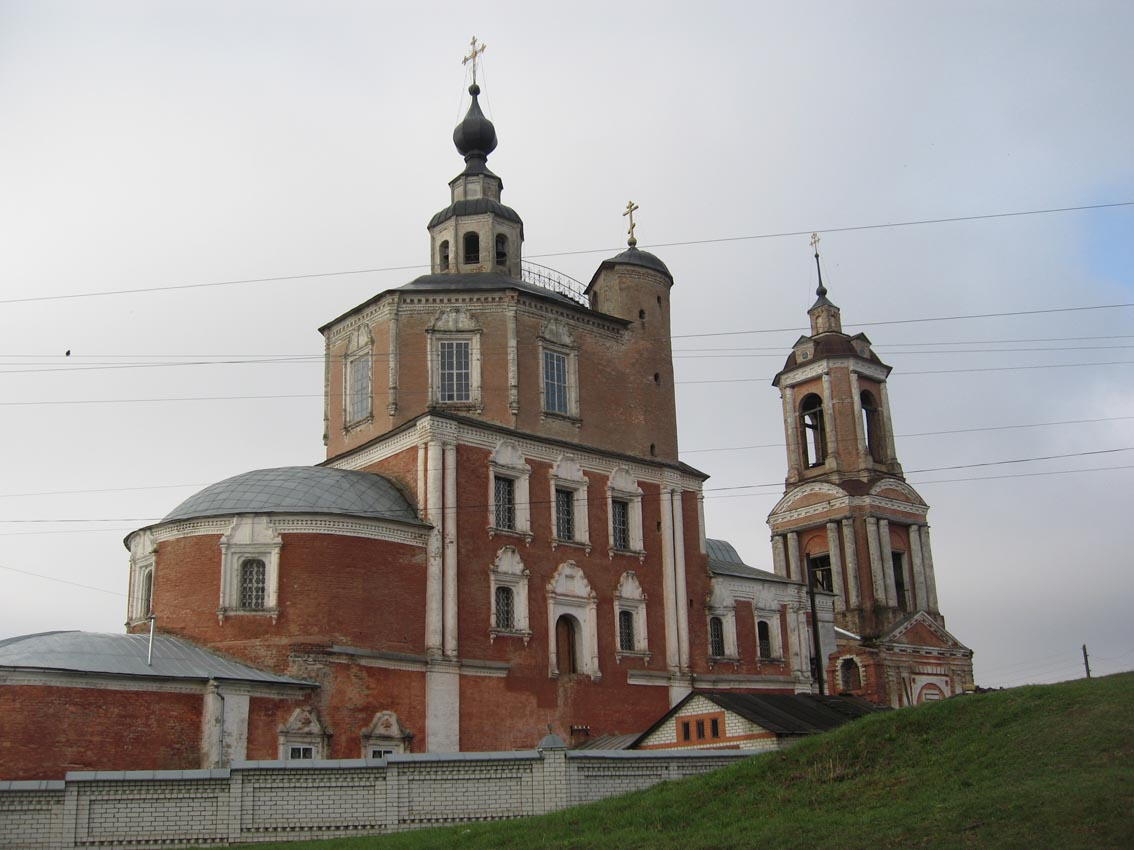
Kyrka i Karatjev.

Karatjev (ryska Карачев) är en stad (sedan 1779) i Ryssland, och är administrativt centrum för Karatjevdistriktet i Brjansk oblast. Stadens befolkning uppgick till 18 392 invånare i början av 2015. Karatjev är belägen vid floden Snezjet som är en biflod till Desna, omkring 44 kilometer från Brjansk.